# Прісекань (комуна)
Прісекань, Прісекані (рум. Prisăcani) — комуна у повіті Ясси в Румунії. До складу комуни входять такі села (дані про населення за 2002 рік):
- Мекерешть (715 осіб)
- Морень (987 осіб)
- Прісекань (1887 осіб)

Комуна розташована на відстані 324 км на північний схід від Бухареста, 23 км на схід від Ясс.

## Населення
За даними перепису населення 2002 року у комуні проживали 3589 осіб. Усі жителі комуни рідною мовою назвали румунську.
Національний склад населення комуни:
| Національність | Кількість осіб | Відсоток |
| -------------- | -------------- | -------- |
| румуни         | 3584           | 99,9%    |

Склад населення комуни за віросповіданням:
| Релігія     | Кількість осіб | Відсоток |
| ----------- | -------------- | -------- |
| православні | 3580           | 99,7%    |
| лютерани    | 9              | 0,3%     |